# Tríbocos
Los tríbocos (en latín Tribocci) fueron un pueblo germánico de la Galia. Formaban parte del ejército de Ariovisto en la batalla en la que este fue derrotado por César, y si bien este no dice que fueran germanos, queda claro que los considera de este origen. En otro pasaje, César los ubica al oeste del Rin, entre los mediomátricos y los tréveros. Estrabón afirma que se habían establecido allí procedentes de la otra orilla. Tácito dice expresamente que eran un pueblo germánico. Habrían emigrado desde Germania antes del año 58 a. C.. Claudio Ptolomeo dice que sus ciudades principales eran Brocomagus y Elcebus (o Helcebus) y que Argentorarum pertenecía a los vangíones. Su territorio sería el origen de la futura diócesis de Estrasburgo, entre Seltz al norte Markelsheim al sur. En la Notitia Provinciarum no se menciona a los tríbocos pero sí la Civitas Argentoratum (Estrasburgo), que debía ser su capital.